# Lammijärvi (Övertorneå socken, Norrbotten)
Lammijärvi är en sjö i Övertorneå kommun i Norrbotten och ingår i Torneälvens huvudavrinningsområde. Sjön har en area på 0,126 kvadratkilometer och ligger 47,2 meter över havet.

## Delavrinningsområde
Lammijärvi ingår i det delavrinningsområde (739554-184796) som SMHI kallar för Mynnar i Torneälvens vattendragsyta. Medelhöjden är 76 meter över havet och ytan är 8,3 kvadratkilometer. Räknas de 41 avrinningsområdena uppströms in blir den ackumulerade arean 388,21 kvadratkilometer. Soukolojoki (Ylinenjoki) som avvattnar avrinningsområdet har biflödesordning 2, vilket innebär att vattnet flödar genom totalt 2 vattendrag innan det når havet efter 88 kilometer. Avrinningsområdet består mestadels av skog (63 procent), öppen mark (11 procent) och jordbruk (12 procent). Avrinningsområdet har 0,13 kvadratkilometer vattenytor vilket ger det en sjöprocent på 1,5 procent.